# Phallodryops grouvellei
Phallodryops grouvellei is een keversoort uit de familie ruighaarkevers (Dryopidae). De wetenschappelijke naam van de soort werd in 1899 gepubliceerd door Leon Fairmaire.